# Eurysternus
Eurysternus är ett släkte av skalbaggar. Eurysternus ingår i familjen bladhorningar.

## Dottertaxa tillEurysternus, i alfabetisk ordning[1]
- Eurysternus aeneus
- Eurysternus angustulus
- Eurysternus arnaudi
- Eurysternus atrosericus
- Eurysternus balachowskyi
- Eurysternus calligrammus
- Eurysternus cambeforti
- Eurysternus caribaeus
- Eurysternus cavatus
- Eurysternus cayennensis
- Eurysternus contractus
- Eurysternus cyanescens
- Eurysternus cyclops
- Eurysternus deplanatus
- Eurysternus fallaciosus
- Eurysternus foedus
- Eurysternus francinae
- Eurysternus gilli
- Eurysternus gracilis
- Eurysternus hamaticollis
- Eurysternus harlequin
- Eurysternus hirtellus
- Eurysternus howdeni
- Eurysternus hypocrita
- Eurysternus impressicollis
- Eurysternus inca
- Eurysternus inflexus
- Eurysternus jessopi
- Eurysternus lanuginosus
- Eurysternus magnus
- Eurysternus marmoreus
- Eurysternus martinsi
- Eurysternus maya
- Eurysternus mexicanus
- Eurysternus nanus
- Eurysternus navajasi
- Eurysternus nigrovirens
- Eurysternus obliteratus
- Eurysternus olivaceus
- Eurysternus parallelus
- Eurysternus plebejus
- Eurysternus sanbornei
- Eurysternus squamosus
- Eurysternus streblus
- Eurysternus strigilatus
- Eurysternus sulcifer
- Eurysternus superbus
- Eurysternus truncus
- Eurysternus uniformis
- Eurysternus vastiorum
- Eurysternus velutinus
- Eurysternus ventricosus
- Eurysternus wittmerorum